# Desperdicis Clínics
Desperdicis Clínics va ser un grup musical nascut a mitjans de 1982 a Martorell. Influenciats pel punk angloamericà, van irrompre en el panorama musical català de la dècada del 1980 essent la primera banda de rock a utilitzar majoritàriament el català en les seves lletres. Les seves lletres, agressives i provocatives giraven al voltant del Barça (no debades, en una cançó convidaven a boicotejar l'espònsor de la samarreta del Reial Madrid d'eixa època, la marca de rentadores Zanussi), l'opressió nacional de Catalunya o sobre l'alcohol i altres drogues.
El març de 1987, van enregistrar el seu primer LP, Collons!, editat per Justine Records. Aquell mateix any col·laboraren en el disc recopilatori Barcelona Ciudad Abierta amb el tema «Parmalat» intitulat «Blanco de leche» per problemes de censura. Durant els següents mesos van presentar el disc per tot el país i van compartir escenari amb bandes com Desechables, Eskorbuto, Zer Bizio? o La Polla Records. El grup es va dissoldre el 1987.
El 2009, Desperdicis Clínics va tornar als escenaris i va publicar un nou CD amb els temes del primer vinil i sis temes nous, entre ells «L'avi Florenci», una versió rock de l'havanera «El meu avi» inspirada en el cas Pujol.

## Discografia
- Desperdicis Clínics (maqueta, 1985)
- Collons! (1987)
- Desperdicis Clínics (2009)